# New Alluwe
New Alluwe és una població dels Estats Units a l'estat d'Oklahoma. Segons el cens del 2000 tenia 95 habitants.

## Demografia
Segons el cens del 2000, New Alluwe tenia 95 habitants, 35 habitatges, i 29 famílies. La densitat de població era de 305,7 habitants per km².
Dels 35 habitatges en un 37,1% hi vivien nens de menys de 18 anys, en un 71,4% hi vivien parelles casades, en un 8,6% dones solteres, i en un 14,3% no eren unitats familiars. En el 14,3% dels habitatges hi vivien persones soles el 2,9% de les quals corresponia a persones de 65 anys o més que vivien soles. El nombre mitjà de persones vivint en cada habitatge era de 2,71 i el nombre mitjà de persones que vivien en cada família era de 2,93.
Per edats la població es repartia de la següent manera: un 26,3% tenia menys de 18 anys, un 5,3% entre 18 i 24, un 21,1% entre 25 i 44, un 29,5% de 45 a 60 i un 17,9% 65 anys o més.
L'edat mediana era de 40 anys. Per cada 100 dones de 18 o més anys hi havia 89,2 homes.
La renda mediana per habitatge era de 28.750 $ i la renda mediana per família de 30.000 $. Els homes tenien una renda mediana de 23.750 $ mentre que les dones 18.438 $. La renda per capita de la població era de 9.918 $. Entorn del 6,7% de les famílies i el 8,5% de la població estaven per davall del llindar de pobresa.

## Poblacions més properes
El següent diagrama mostra les poblacions més properes.